# Mối tình bất diệt
Mối tình bất diệt (tiếng tiếng Hàn: 최고의 사랑; Romaja: Choego-ui Sarang) là một bộ phim truyền hình hài lãng mạn của Hàn Quốc năm 2011 về tình yêu đích thực trong thế giới giải trí. Với sự tham gia của Cha Seung-won, Gong Hyo-jin, Yoon Kye-sang và Yoo In-na, nó được phát sóng trên đài MBC từ ngày 4 tháng 5 đến ngày 23 tháng 6 năm 2011 vào thứ Tư và thứ Năm lúc 21h55 trong vòng 16 tập.

## Cốt truyện
Gu Ae-jung (Gong Hyo-jin) là thành viên nổi tiếng nhất của nhóm nhạc nữ Kukbo Sonyeo, nghĩa đen là "Nhóm nhạc nữ quốc dân" khoảng 10 năm trước, nhưng đã bị thất sủng sau khi bị lôi kéo vào các vụ bê bối. Cô xuất hiện trên các chương trình truyền hình để kiếm thêm thu nhập cho người cha và anh trai hay gây rắc rối của mình.
Dokko Jin (Cha Seung-won) là ngôi sao được yêu thích nhất cả nước, đứng đầu tất cả các cuộc khảo sát nổi tiếng và xuất hiện trong nhiều quảng cáo, nhưng có một tính cách rất khó chịu. Ae-jung phát hiện ra một bí mật về Jin một cách tình cờ và tiết lộ nó trong một chương trình trò chuyện, làm anh ta nổi giận. Tuy nhiên, mối quan hệ ngại ngùng của họ diễn ra một cách bất ngờ khi Jin yêu Ae-jung và cố gắng giành lấy trái tim cô.
Kang Se-ri (Yoo In-na), là đồng nghiệp cũ của Ae-jung. Nhưng khi xưa Ae-jung nổi tiếng cả nước thì Se-ri không là ai cả, thì bây giờ Se-ri là một trong những người nổi tiếng nhất. Cô hẹn hò với Dokko Jin trong một thời gian ngắn, nhưng mặc dù đã chia tay, họ vẫn tiếp tục giả vờ rằng họ vẫn đang hẹn hò để tránh dư luận. Se-ri cũng là người dẫn chương trình hẹn hò trên truyền hình nổi tiếng Mai Mối Cặp Đôi mùa 3.
Yoon Pil-joo (Yoon Kye-sang) là một bác sĩ lịch sự, chu đáo. Anh ta không có hứng thú với những người nổi tiếng và cuộc sống quá giả tạo của họ. Dưới áp lực của mẹ, anh đồng ý xuất hiện trên một chương trình hẹn hò trên TV, nhưng sau khi biết rằng Ae-jung cũng sẽ xuất hiện trong cùng một chương trình, anh rất háo hức tham gia chương trình và gặp cô. Chương trình hẹn hò giả tưởng Mai Mối Cặp Đôi mùa 3 dựa trên chương trình tạp kỹ thực sự của MBC, We Got Married, nơi họ đặt những người nổi tiếng vào mối quan hệ hôn nhân giả để quay hình. Khái niệm này là một chương trình mat-seon dựa trên cạnh tranh, về cơ bản là thiết lập mọi người vào những ngày mù với mục đích tìm kiếm bạn đời. Sự khác biệt chính là trong Cặp đôi làm, những người phụ nữ nổi tiếng cạnh tranh với một cử nhân không phải là người nổi tiếng, người tặng họ hoa hồng để ngăn chặn sự loại bỏ của họ (a la The Bachelor), đó là cách Yoon Pil-joo kết thúc với tư cách là một thí sinh trong chương trình.
Sự pha trộn giữa tính cách không phù hợp của các nhân vật chính với sự cần thiết phải duy trì (hoặc bù lại trong trường hợp của Ae-jung) tạo nên sự hấp dẫn và kịch tính tuyệt vời, chưa kể đến một bình luận xã hội meta thú vị về ngành công nghiệp giải trí và tạo sao và sức mạnh phá vỡ của hình ảnh.

## Diễn viên

### Diễn viên chính
- Cha Seung-won vai Dokko Jin
- Gong Hyo-jin vai Gu Ae-jung
- Yoon Kye-sang vai Yoon Pil-joo
- Yoo In-na Kang Se-ri

### Diễn viên phụ
- Yang Han-yeol trong vai Gu Hyung-kyu (cháu trai của Ae-jung)
- Jung Joon-ha trong vai Gu Ae-hwan (anh trai / quản lý của Ae-jung)
- Lee Hee Jin là Jenny
- Im Ji-kyu trong vai Kim Jae-seok (quản lý của Jin)
- Choi Hwa-jung làm Đại diện Moon (chủ tịch của cơ quan Jin)
- Bae Seul-ki trong vai Han Mi-na
- Jung Man-sik làm Giám đốc Jang
- Choi Sung-min trong vai Kim Eun-ho (Cặp đôi làm PD)
- Kim Mi-jin trong vai Han Myung-jung (Nhà văn cặp đôi)
- Park Won-sook là mẹ của Pil-joo
- Han Jin-hee trong vai Gu Ja-chul (cha của Ae-jung)
- Jeong Gyu-soo là bác sĩ phẫu thuật tim
- Hyoyoung trong vai Harumi
- Trong Gyo-jin là chồng của Mi-na

### Cameo
| Episode 1 - Jang Hang-jun - Jung Doo-hong - Horan - Oh Sang-jin Tập 1–2 (Quiz to Change the World) - Kim Gu-ra - Lee Hwi-jae - Park Mi-sun - Jo Hye-ryun - Lee Byung-jin - Lee Kyung-shil - Jo Hyung-gi - Kim Ji-sun - Ji Sang-ryeol - Kim Hyun-chul - Park Kyung-lim - Kim Shin-young | Tập 3–4 - Park Si-yeon Tập 9 - Lee Seung-gi Tập 10 - Brian Joo Tập 14 (Section TV) - Kim Yong-man - Goo Eun-young - Park Seul-gi - Lee Sung-bae - Seo Hyo-myung - Hwang Je-sung - Jung Hwan-gyu Tập 15–16 (Ideal Type World Cup) - Kim Gu-ra |

## Sản xuất
Bộ truyện được viết bởi Hong Jung-eun và Hong Mi-ran, được gọi chung là " chị em nhà Hong ",, người cũng viết các bộ phim truyền hình Hàn Quốc khác như Delightful Girl Choon-Hyang (2005), My Girl (2005), Cặp đôi hay rắc rối (2006), Hong Gil-dong (2008), You Beautiful (2009) và My Girlfriend Is a Gumiho (2010). Theo đạo diễn Park Hong-kyun (người từng đảm nhiệm Nữ hoàng Seondeok), sự lão luyện của chị em nhà Hong trong bộ phim hài nhân vật là cách The Greatest Love hy vọng sẽ khác biệt với các bộ phim truyền hình thời thượng khác phát sóng trên truyền hình Hàn Quốc vào mùa xuân 2011.
Mặc dù bộ phim lấy ý tưởng từ những người đồn thổi về những người nổi tiếng, Cha Seung-won đã nói trong buổi họp báo của bộ phim rằng anh ấy cũng muốn thể hiện một khía cạnh tươi sáng, lành mạnh của nền giải trí ở Hàn Quốc. Ông thừa nhận rằng các nghệ sĩ giải trí ẩn đằng sau hình ảnh của họ do công việc của họ. "Tuy nhiên, bộ phim này sẽ cho thấy họ chỉ là những người chân chính ngoài máy ảnh", Cha nói. Yoon Kye-sang nói thêm rằng: "Kịch bản rất thực tế, mang đến một cái nhìn lén lút thú vị về những gì đang diễn ra sau hậu trường."  Cha đã mô tả diễn xuất hài của mình là kỹ thuật trong khi bạn diễn của anh là Gong Hyo-jin thì tự nhiên và phản ứng hơn. Họ tin rằng họ đã đạt được sự cân bằng tốt giữa hai phong cách diễn xuất của họ, điều này mang lại lợi ích lớn cho bộ phim.

### Quay phim
Một số địa điểm được sử dụng trong bộ phim là Cafe Monet ở Pyeongchang-dong (được điều hành bởi người bạn của Gu Ae-jung là Jenny), Bảo tàng Kim Jong Young (từng là ngôi nhà sang trọng của Dokko Jin), Lotte World Magic Island (bối cảnh của Dokko Jin yêu xưng tội), D vuông Gallery ở Nonhyeon-dong (như cơ quan quản lý Dokko Jin), và Choonwondang Bảo tàng Y học Triều Tiên ở Jongno-gu (như phòng khám Yoon Pil-joo).
Vị trí sản phẩm (PPL) đã được tích hợp vào cốt truyện của các nhân vật và sự phổ biến của bộ phim đã khiến doanh số sản phẩm tăng cao như điện thoại thông minh LG Optimus Black và Optimus Big, dịch vụ mạng xã hội Me2day và nước uống tăng lực VitaminWater. Nhưng việc sản xuất đã nhận được một cảnh báo từ Ủy ban Phát thanh về cái mà nó gọi là việc sử dụng PPL "quá nghiêm trọng" của bộ phim.

## Rating
The Greatest Love đạt tỷ lệ người xem trung bình 16,6% trên bảng xếp hạng Tổng số thống kê đa phương tiện quốc gia (TNmS) và 19,5% trong cuộc thăm dò của AGB Nielsen Media Research (AGB), với tập cuối cùng đạt 21% trong cuộc khảo sát của AGB để vượt mốc 20% lần đầu tiên Nó đứng đầu bảng xếp hạng truyền hình vào thứ Tư và thứ Năm trong năm tuần liên tiếp.
| Tập        | Ngày phát sóng      | Tỷ suất người xem trung bình | Tỷ suất người xem trung bình  | Tỷ suất người xem trung bình | Tỷ suất người xem trung bình  |
| Tập        | Ngày phát sóng      | TNmS (%)                     | TNmS (%)                      | AGB Nielsen (%)              | AGB Nielsen (%)               |
| Tập        | Ngày phát sóng      | Toàn quốc                    | Khu vực thủ đô quốc gia Seoul | Toàn quốc                    | Khu vực thủ đô quốc gia Seoul |
| ---------- | ------------------- | ---------------------------- | ----------------------------- | ---------------------------- | ----------------------------- |
| 1          | 4 tháng 5 năm 2011  | 6,5%                         | 8,6%                          | 8.4%                         | 10,0%                         |
| 2          | 5 tháng 5 năm 2011  | 7,1%                         | 9,6%                          | 9,7%                         | 11,5%                         |
| 3          | 11 tháng 5 năm 2011 | 8,6%                         | 11,2%                         | 12,1%                        | 13,6%                         |
| 4          | 12 tháng 5 năm 2011 | 9,7%                         | 12,3%                         | 13,9%                        | 17,1%                         |
| 5          | 18 tháng 5 năm 2011 | 10,4%                        | 13,9%                         | 14,0%                        | 16,2%                         |
| 6          | 19 tháng 5 năm 2011 | 10,2%                        | 12,7%                         | 15,1%                        | 17,5%                         |
| 7          | 25 tháng 5 năm 2011 | 14,4%                        | 17,9%                         | 17,4%                        | 19,8%                         |
| 8          | 26 tháng 5 năm 2011 | 15,2%                        | 18,0%                         | 17,9%                        | 20,2%                         |
| 9          | 1 tháng 6 năm 2011  | 14,4%                        | 17,0%                         | 17,8%                        | 20,3%                         |
| 10         | 2 tháng 6 năm 2011  | 13,8%                        | 17,4%                         | 18,4%                        | 21,2%                         |
| 11         | 8 tháng 6 năm 2011  | 14,3%                        | 17,3%                         | 18,4%                        | 21,3%                         |
| 12         | 9 tháng 6 năm 2011  | 14,6%                        | 18,5%                         | 18,4%                        | 20,9%                         |
| 13         | 15 tháng 6 năm 2011 | 13,1%                        | 17,7%                         | 17,8%                        | 20,4%                         |
| 14         | 16 tháng 6 năm 2011 | 14,5%                        | 18,1%                         | 17,9%                        | 20,1%                         |
| 15         | 22 tháng 6 năm 2011 | 15,9%                        | 19,3%                         | 18,0%                        | 21,3%                         |
| 16         | 23 tháng 6 năm 2011 | 17,4%                        | 21,2%                         | 21,0%                        | 23,7%                         |
| Trung bình | Trung bình          | 12,5%                        | 15,7%                         | 16,0%                        | 18,4%                         |

## Giải thưởng và đề cử
| Năm  | Giải thưởng                                                        | thể loại                                      | Người nhận                     | Kết quả   |
| ---- | ------------------------------------------------------------------ | --------------------------------------------- | ------------------------------ | --------- |
| 2011 | Giải thưởng phim truyền hình Hàn Quốc lần thứ 4                    | Phim hay nhất                                 | Tình yêu tuyệt vời nhất        | Đề cử     |
| 2011 | Giải thưởng phim truyền hình Hàn Quốc lần thứ 4                    | Best Actor                                    | Cha Seung-won                  | Đề cử     |
| 2011 | Giải thưởng phim truyền hình Hàn Quốc lần thứ 4                    | Best Actress                                  | Gong Hyo-jin                   | Đề cử     |
| 2011 | Giải thưởng phim truyền hình Hàn Quốc lần thứ 4                    | Best Supporting Actress                       | Yoo In-na                      | Đề cử     |
| 2011 | Giải thưởng phim truyền hình Hàn Quốc lần thứ 4                    | Best Writer(s)                                | Hong Mi-ran, Hong Jung-eun     | Đề cử     |
| 2011 | Giải thưởng phim truyền hình Hàn Quốc lần thứ 4                    | Best OST                                      | "Don't Forget Me" by Huh Gak   | Đoạt giải |
| 2011 | 3rd MelOn Music Awards                                             | Best OST                                      | "Pit-a-Pat" by Sunny Hill      | Đoạt giải |
| 2011 | 13th Mnet Asian Music Awards                                       | Best OST                                      | "Don't Forget Me" by Huh Gak   | Đề cử     |
| 2011 | 38th Korea Broadcasting Awards                                     | Best Actor                                    | Cha Seung-won                  | Đoạt giải |
| 2011 | 24th Grimae Awards                                                 | Best Actor                                    | Cha Seung-won                  | Đoạt giải |
| 2011 | MBC Drama Awards                                                   | Drama of the Year                             | The Greatest Love              | Đoạt giải |
| 2011 | MBC Drama Awards                                                   | Top Excellence Award, Actor in a Miniseries   | Cha Seung-won                  | Đoạt giải |
| 2011 | MBC Drama Awards                                                   | Top Excellence Award, Actress in a Miniseries | Gong Hyo-jin                   | Đoạt giải |
| 2011 | MBC Drama Awards                                                   | Best New Actor in a Miniseries                | Yoon Kye-sang                  | Đề cử     |
| 2011 | MBC Drama Awards                                                   | Best New Actress in a Miniseries              | Yoo In-na                      | Đề cử     |
| 2011 | MBC Drama Awards                                                   | Best Young Actor                              | Yang Han-yeol                  | Đoạt giải |
| 2011 | MBC Drama Awards                                                   | Writer(s) of the Year                         | Hong Mi-ran, Hong Jung-eun     | Đoạt giải |
| 2011 | MBC Drama Awards                                                   | Popularity Award, Actor                       | Cha Seung-won                  | Đề cử     |
| 2011 | MBC Drama Awards                                                   | Popularity Award, Actress                     | Gong Hyo-jin                   | Đoạt giải |
| 2011 | MBC Drama Awards                                                   | Best Couple Award                             | Cha Seung-won and Gong Hyo-jin | Đoạt giải |
| 2012 | 8th New York Television Festival's International TV & Films Awards | Silver Prize, Miniseries category             | The Greatest Love              | Đoạt giải |
| 2012 | 48th Baeksang Arts Awards                                          | Best Drama                                    | The Greatest Love              | Đề cử     |
| 2012 | 48th Baeksang Arts Awards                                          | Best Actor (TV)                               | Cha Seung-won                  | Đề cử     |
| 2012 | 48th Baeksang Arts Awards                                          | Best Actress (TV)                             | Gong Hyo-jin                   | Đoạt giải |
| 2012 | 48th Baeksang Arts Awards                                          | Best Screenplay (TV)                          | Hong Mi-ran, Hong Jung-eun     | Đề cử     |
| 2012 | 7th Seoul International Drama Awards                               | Outstanding Korean Drama                      | The Greatest Love              | Đề cử     |

## Truyện tranh chuyển thể
Nhà xuất bản truyện tranh Tooni Plus đã phát hành hai cuốn sách đầu tiên của The Greatest Love vào tháng 4 năm 2012. Công ty hy vọng sẽ tăng doanh số bán truyện tranh Hàn Quốc ra nước ngoài với truyện tranh dựa trên phim truyền hình ăn khách này.

## Phát sóng quốc tế
- Nhật Bản - Phát sóng trên Fuji TV bắt đầu từ ngày 22 tháng 5 năm 2012.[28] Để quảng bá cho việc phát hành DVD đồng thời của bộ phim, một chiếc xe tải khổng lồ hiển thị quảng cáo cho chương trình đã đi lang thang trên đường phố Tokyo. Diễn viên chính Cha Seung-won cũng đã tổ chức một cuộc họp fan hâm mộ tại Tokyo với tiêu đề "Tình yêu vĩ đại nhất dành cho bạn" vào ngày 28 tháng 7 năm 2012.[29]
- Philippines - Được phát sóng trên Mạng GMA được lồng tiếng ở Tagalog từ ngày 11 tháng 2 đến ngày 25 tháng 4 năm 2013.
- Malaysia - Được phát sóng trên 8TV được lồng tiếng bằng tiếng Quan thoại với phụ đề tiếng Malay.
- Ấn Độ - Được phát sóng trên Puthuyugam TV được lồng tiếng ở Tamil bắt đầu từ ngày 1 tháng 7 năm 2014.[30]
- Thái Lan - Được phát sóng trên PPTV được lồng tiếng bằng tiếng Thái từ ngày 17 tháng 1 đến ngày 14 tháng 3 năm 2015.[31]